# Босиљка Јанић
Босиљка Јанић (рођ. Цинцар-Јанковић; Ћуприја, 1869 — Београд, 2. фебруар 1936) била је српска добротворка која је основала три задужбине, Задужбину Самуила и Голуба С. Јанића при Филозофском факултету и Учитељској школи у Скопљу, Задужбину Самуила и Голуба С. Јанића при Српској краљевској академији и Фонд Софије Самуила и Босиљке Голуба С. Јанића. Босиљка је била удата за Голуба Јанића.

## Биографија

### Породица, школовање и удаја
Босиљка, унука војводе Цинцар-Јанка, рођена је 1869. године је у Ћуприји од оца Ђорђа Цинцар-Јанковића, окружног начелника и мајка Јелене Цинцар-Јанковић, кћерке Теодора Михаиловића, српског трговца који је пословао у Софији у Бугарској. Босиљкин отац рођен је у Хотину у Русији (данас Украјина) и завршио је војну кадетску школу у Русији, био је ађутант кнеза Михаила Обреновића, срески начелник у више места, командант алексиначке окружне војске 1862, помоћник у окружном начелству и окружни начелник. Босиљка је имала два старија брата и две старије сестре.
Основну школу завршила је у месту рођења, а Вишу женску школу у Београду.
Босиљка се удала за Голуба Јанића, (1853-1918), београдског милионера, велетрговца, рентијера. Голуб Јанић је након очеве смрти 1899, преузео разгранате породичне послове, једно време био је посланик у Скупштини, а основао је и дуги низ година председавао Друштвом Српска Браћа  и Удружењем Старосрбијанаца .
Голуб и Босиљка делили су заједничку љубав према Јужној или Старој Србији, односно Македонији, као земљи својих предака и помагали цркву и акцију српске државе, као и српско становништво, посебно у западној Македонији.
Голуб и Босиљка Јанић живели су у Београду на Престолонаследниковом тргу 18 (Теразије 17, 18, 23), у кући подигнутој око 1870. године. Кућа је имала улаз из Скопљанске (Пашићеве, Нушићеве) улице, а подигнута је поред куће госпође Томаније Обреновић, чији је унук био краљ Милан Обреновић. У кући Голуба Јанића било је од 1905. године седиште Друштва Српска браћа , док се у његовом хотелу Балкан преко пута куће, уочи Балканских ратова и Првог светског рата налазило седиште четничке организације. У кући се налазило и једно одељење намењено за окупљање студената из неослобођених крајева, где су на зидовима биле бројне фотографије војвода и четника . У пространој кући, која је у партеру према Теразијама имала један велики локал, преграђен касније у два локала, између осталог, било је спроведено етажно грејање са радијаторима. У стамбеном делу био је шестособан стан.
Пре ратова у дворишној кући било је простора за улазак кочија, а касније се налазила гаража за аутомобил. Штале са коњима и кочије држане су у улици Краља Милутина. Остала је прича да се Босиљка надметала са Драгом Машин ко има лепша кочија и коње.
Ова кућа је Босиљкиним тестаментом била предвиђена за имовину Фонда Софије Самуила и Босиљке Голуба Јанића, а срушена је 1955. приликом зидања зграде Савезне индустријске коморе (Привередне коморе Југославије, данас Привредне коморе Србије).
Добар део године Голуб и Босиљка проводили су у бањама у Србији и одмаралиштима изван земље.
Голуб и Босиљка нису имали деце.

### Ратне године
За време Првог светског рата Босиљка и Голуб једно време живели су заједно са Босиљкином старијом сестром Полексијом, удовицом касационог судије Константинта Радовановића и њеном кћерком Зором удатом за пуковника Бранислава Милосављевића и њиховом децом у Новом Пазару.
После су се Голуб и Босиљка вратили у Београд, где је 1918. у време кад је српска војска већ дошла до Београда, умро Голуб Јанић.

### Каснији живот
Након смрти Голуба Јанића 1918, Босиљка је, према његовом тестаменту, одређена за наследника свих послова и целокупне имовине. Споразумно предала је нека од имања породици Голубових сродника, укључујући и Руску круну  у Дечанској улици. Босиљка се 1921 примила наследства и наставила да води послове.
Следећи пример свог деде војводе Цинцар-Јанка који је помагао цркве и манастире у Србији и Војводини, Босиљка Јанић, као и њен брат Тома Цинцар-Јанковић и муж Голуб Јанић, целог живота учествовала је у добротворном раду помажући цркве, манастире, сиромашне становнике Београда и Јужне (Старе) Србије, односно Македоније: „Осим што је непосредно помагала сиротињи, кроз цео свој живот издашно је помагала и све оне акције које су биле управљене на добро српства (...) она је давала обилне прилоге нашим црквама и манастирима“.
Босиљка Боса Јанић је умрла 2. фебруара 1936. у 12:30 у санаторијуму „Врачар“, опело је одржано 3. фебруара у 15:30 у цркви Св. Николе на Новом гробљу, и сахрањана је у породичној гробници број 1, парцела број 4, на уласку у Ново гробље у Београду. У некрологу објављеном у Политици од 3. фебруара. 1936. истиче се да је Босиљка „рођена у старој београдској породици Цинцар-Јанковића, а удата за познатог националног радника Голуба Јанића, који је пре рата са пок. Љубом Јовановићем основао национално удружење Српска браћа и био један од првих народних прегалаца у организоавњу четничке акције у Јужној Србији“. За Босиљку се даље каже да „је имала све врлине благородне Српкиње, васпитане у предратној патријархалној скромности. Необично дарежљива према сиротињи, коју је обилато и непосредно кроз цео живот помагала, пок. Боса била је добротвор многих хуманих друштава у земљи, а издашно је помагала и наше културне и националне акције. За свој хумани рад пок. Боса била је одликована орденом Св. Саве“.

## Задужбине
Босиљка Јанић основала је три задужбине.

### Задужбина Самуила и Голуба С. Јанића при Филозофском факултету и Учитељској школи у Скопљу
За живота, 1929. основала је Задужбину Самуила и Голуба С. Јанића  при Филозофском факултету и Учитељској школи у Скопљу, депонујући 50.000 динара код Државне хипотекарне банке са наменом да се од 5% камате задужбине награђују светосавски темати који обрађују питања из историје (политичке, књижевне и уметничке) и етнографије Јужне Србије .

### Задужбина Самуила и Голуба С. Јанића при Српској краљевској академији
Својим тестаментом од 14. јануара. 1928., односно 18. новембра 1931. основала је навјећи фонд, Задужбину Самуила и Голуба С. Јанића  при Српској краљевској академији, поклонивши имање вредности 7 милиона тадашњих динара, односно хотел Балкан  на Теразијама, као и новац, са циљем да се из прихода Задужбине у висини прихода старог хотела Балкан , који су тада износили 540.000 тадашњих динара годишње, подижу сваке године по једна зграда основне школе са становима за учитељице у Јужној Србији, односно данашњој Македонији, почевши од њених западних делова, прво у гостиварском, потом тетовском срезу: „а затим у целој Јужној Србији“. Додатком тестаменту од 18. новембра 1931. године Босиљка је само констатовала умањење наследне масе због експропријације дела имања старог хотела Балкан : „за шта ми је општина исплатила само суму од динара 3. 100.000“. Укупна средства у некретнини на углу тадашње ул. краља Милана бр. 18 (данас Теразије) и Призренске 2 и готовина код Врачарске задруге и Државне хипотекарне банке намењена изградњи новог хотела Балкан била је 6.337.796,00 тадашњих динара.
Иако Задужбина Самуила и Голуба Јанића  није намењена за остваривање циљева Српске краљевске академије наука, али је намењена за просветне и културне сврхе, Академија се преко пуномоћника адвоката Милана А. Фотића, примила наследства под условима које је одредила Босиљка Јанић, оставиља .

### Фонд Софије Самуила и Босиљке Голуба С. Јанића
Босиљка је тестаментом основала и Фонд Софије Самуила и Босиљке Голуба С. Јанића, завештавши имовину од 1,5 милиона тадашњих динара, односно своју кућу на Престолонаследниковом тргу бр. 19 (данас Теразије, на углу са Нушићевом ул.), чија је вредност 1938. године процењена на 1.304,000,00 тадашњих динара ., од чега је фонду требало да остане 1.149.000,00 динара, а након подмиривања других трошкова из тог дела наслеђа, са наменом да се из прихода обезбеђује одећа за сиромашне ученике основних школа у Јужној Србији.
У Фонду Софије Самуила и Босиљке Голуба С. Јанића , према тестаменту, два члана Управног одбора фондације, увек су из породице. За прве чланове петочланог Управног одбора фондације из породице Босиљка одређује брата Тому Цинцар-Јанковића и рођака Драгољуба Радојловића“, државног саветника, а за друга три члана Богдана Поповића, универзитетског професора и академика, Стевана Јовановића Ресавца, трговца, и пуковника Тодора Симића. Чланови одбора су према тестаменту добијали „на име награде по 20 (двадесет динара) у злату од сваке седнице“, које се одржавају према потреби „а највише једанпут месечно“. За чланове одбора из породице, после смрти именованих, одредила је своје братанце: „Мога брата Тому Цинцар-Јанковића и мога рођака Драгољуба Радојловића имају заменити у одбору моји братанци, а остале попуњаваће сам одбор“. Поред овога, Босиљка је у свом тестаменту предвидела да у случају да Задужбина Самуила и Голуба Јанића , којом према тестаменту управља Српска Краљевска академија, у року од три године после пријема наслеђа, односно хотела Балкан и новца, не сазида ни једну школу „дужна је целокупно моје имање и сав дотле прикупљени приход предати одбору који рукује Фондом Софије Самуила и Босиљке Голуба Јанића.
Поред две фондације, Босиљка је тестаментом даривала и Друштво за подизање храма Св. Саве  са 20.000,00 динара, оштину свог родног града Ћуприје са 10.000,00 динара и са по 5.000,00 динара у Ђуприји Фонд сиромашних ђака основне школе , подружницу Женског друштва и православну цркву , а у Београду Коло Српских сестара, Женско друштво (за Дом Госпођа), Друштво књегиње Љубице, Друштво српске мајке, Материнско удружење, Удружење студенткиња, Дом старица и стараца и Удружење матера и домаћица Србији  .
Босиљка је половину имовине чија је укупна вредност у некретнинама, готовини и покретној имовини била процењена, оставила породици.